# Календарные праздники донских казаков

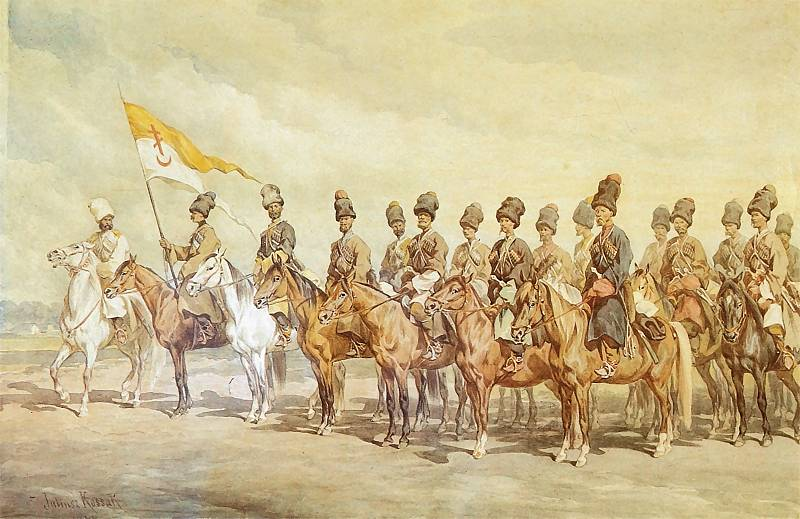
Ю. Коссак. Донские казаки. 1877

Календарные праздники донских казаков — народные  праздники Донских казаков, отмечавшие смену времён года.

## История
Культура донских казаков не являлась простым распространением традиций русского крестьянства, а формировалась как мужская воинская культура. Воинская составляющая определяла весь облик праздничной культуры казаков. В ранней истории, когда казаки представляли собой военизированные мужские сообщества, на Дону практически отсутствовали аграрные обряды, так как отсутствовала и сама хозяйственная область жизни, существовал строгий запрет на землепашество, а средства к существованию добывались только военным промыслом.
Со временем на Дону в воинскую часть культуры казаков стала вливаться обрядность, связанная с аграрной сферой жизни. Казаки на берегах Дона в байрачных лесах занималась охотой, скотоводством, рыболовством. В XVIII веке на Дону окончательно утвердился Земледельческий календарь, вобравший в себя христианскую православную и бытовую земледельческую символику. Эта связь нашла отражение в отмечаемых казаками календарных праздниках.
Календарные праздники Донских казаков связаны с закреплёнными к определённому времени года важными событиями в жизни природы и общества. Календарные праздники, отмечая смену времён года, сосредотачивались вокруг зимнего (Рождество Христово) и летнего (Иван Купала) солнцестояний, весеннего (Масленица) и осеннего (Рождество Богородицы) равноденствий. Великие праздники (Рождество, Пасха, Троица) сопровождались особым ритуалом и продолжались несколько дней. Традиционная календарная обрядность донских казаков формировалась в течение XVIII-XIX веков.

## Рождество Христово

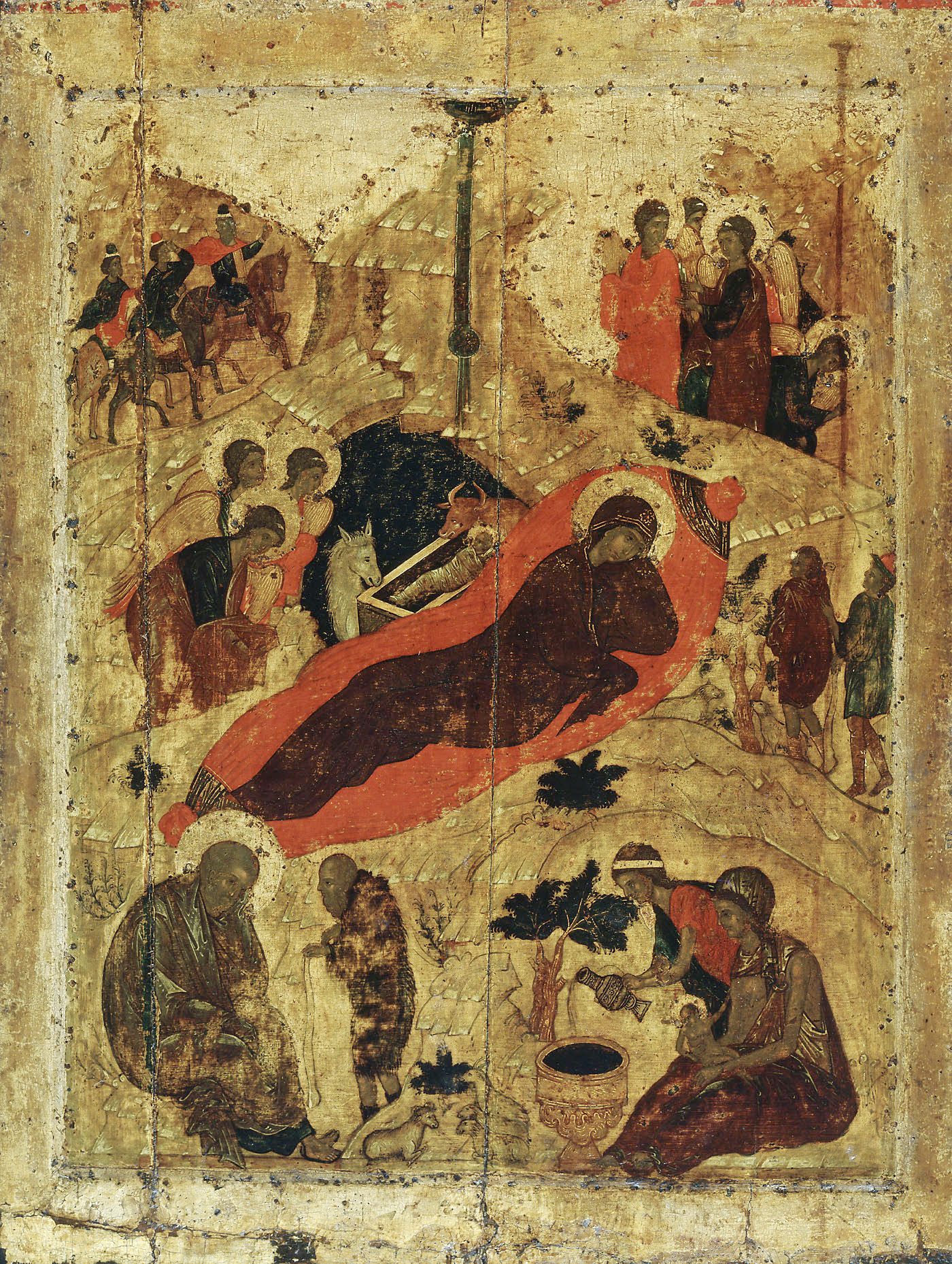
«Рождество Христово», икона Андрея Рублёва

В Рождество пожилые казаки, не исключая и старшин, ходили по домам славить Христа. Хождения обычно начинались от войскового атамана. Атаман присоединялся к компании старшин и ходил с ними по всем жителям города. В домах они пели «Христос рождается», за что хозяин обязан был заплатить им. Собранные деньги отдавались на собор, другие покупали на них мёд для проводимых бесед. Этот обряд XVII—XVIII века, отличается от начала XX века тем, что раньше рождествовляли по утрам мальчики.
Вечером на Рождество было принято разносить по родственникам кутью. С Рождества, по преданию, наступали Страшные вечера, когда на земле буйствовала нечистая сила. На этот свет являлись души умерших своих и чужих предков. Порядок в общине могли установить только мужчины. Обходчики приносили в каждую семью весть о зарождавшемся мировом порядке, они же  символизировать приход душ умерших с того света. В этом состоял смысл того, что празднование Рождества начиналось с поминовения за вечерней едой предков. До появления первой звезды нельзя было ничего есть, потом все садились за стол. Торжественная трапеза в этот день являлась обедом и ужином. Обязательным блюдом трапезы была кутья. Иногда и сам праздник назывался кутьей. По улицам наравне с «рождествовальщиками» ходили также ряженые.
В святочные дни обычно отмечалось три праздника: память Рождество Христово, Василия Великого и Крещение Господне. На Новый год мужчины с утра обходили дворы —  посевали. Святки завершало Крещение, которое  на Дону называлось Богоявлением, Водосвятием или Иордань.

## Масленица

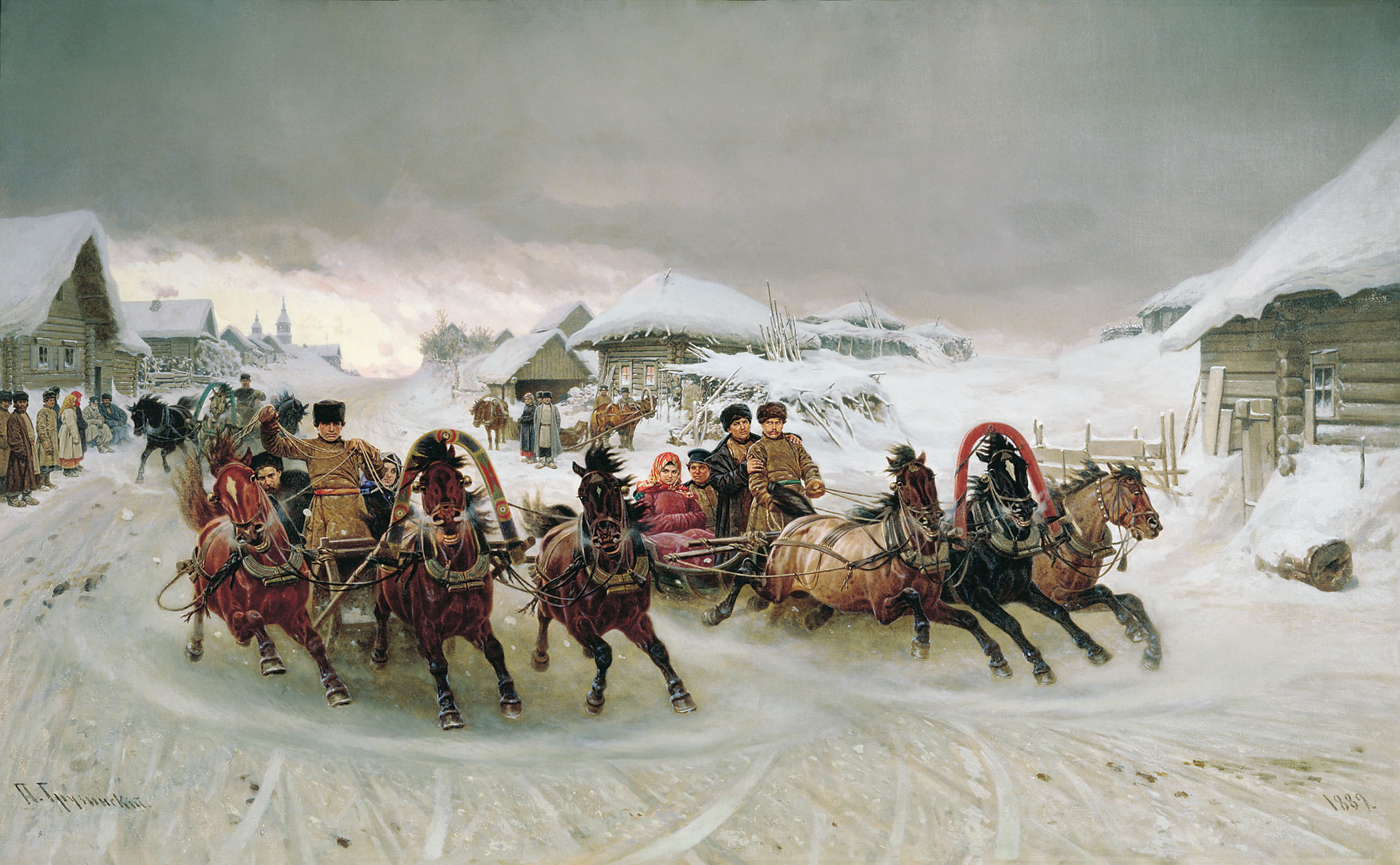
«Масленица». П. Н. Грузинский, 1889

От Святок до Масленицы казаки организовывали кулачные бои. У казаков, воинов по природе, масленица первоначально не играла роли земледельческого праздника. Начало весны, обычно связывалось с началом года, с борьбой Весны и Зимы.
На Дону Масленица сопровождалась гуляниями. Соседние станицы при своих атаманах и стариках, со знаменами, съезжались верхом на рубеж с общественной водкой. Там устраивали упражнения в джигитовке, стрельбе из ружья и лука, показательные бои, что называлось тогда «шермициями» и дрались на кулаках.
В четверг на Масленице все собирались на сбор. Станичный атаман отдавал приказ, чтобы во время гулянья не было бесчинств. Затем станица разделялась на несколько компаний. Каждая компания выбирала себе ватажного атамана и двух судей. Компаниям выдавали знамёна и хоругви. Гулянье шло по домам и улицам до воскресенья; ходили пешком и верхом на конях с оружием. При встречах компаний, казаки салютовали и устраивали показательные бои. В воскресенье вечером на станичную площадь ставили столы и скамейки, устраивали их в круг, выставляли еду и напитки. Приходили атаманы, старики ставили рядом знамёна. Ватажные атаманы садились около станичного атамана, затем усаживались саулы. Все пили за здоровье царя,  за войскового атамана. Здравицы сопровождались ружейной пальбой. Все жители станицы, женщины и дети сбегались на площадь. Окончив питьё, все вставали, молились на восток и прощались, целуясь друг с другом. Затем знамёна относили в атаманский дом и народ расходился по домам.
Во время масленицы во многих станицах строили снежные городки с высокими башнями. В середине городка ставился оструганный столб с подвешенным на самой вершине призом. Желающие помериться силами забирались за призом на столб. Городки брались штурмом в последний день масленицы.
На Дону празднование масленицы в XVIII — начале XIX веках, как и многих других праздников, носило военизированный характер. На масленицы устраивались также скачки и джигитовка, к которым готовились заранее. Молодёжь в такие дни не выходила из конюшен, готовя своих коней к скачкам и джигитовке.

## Пасха

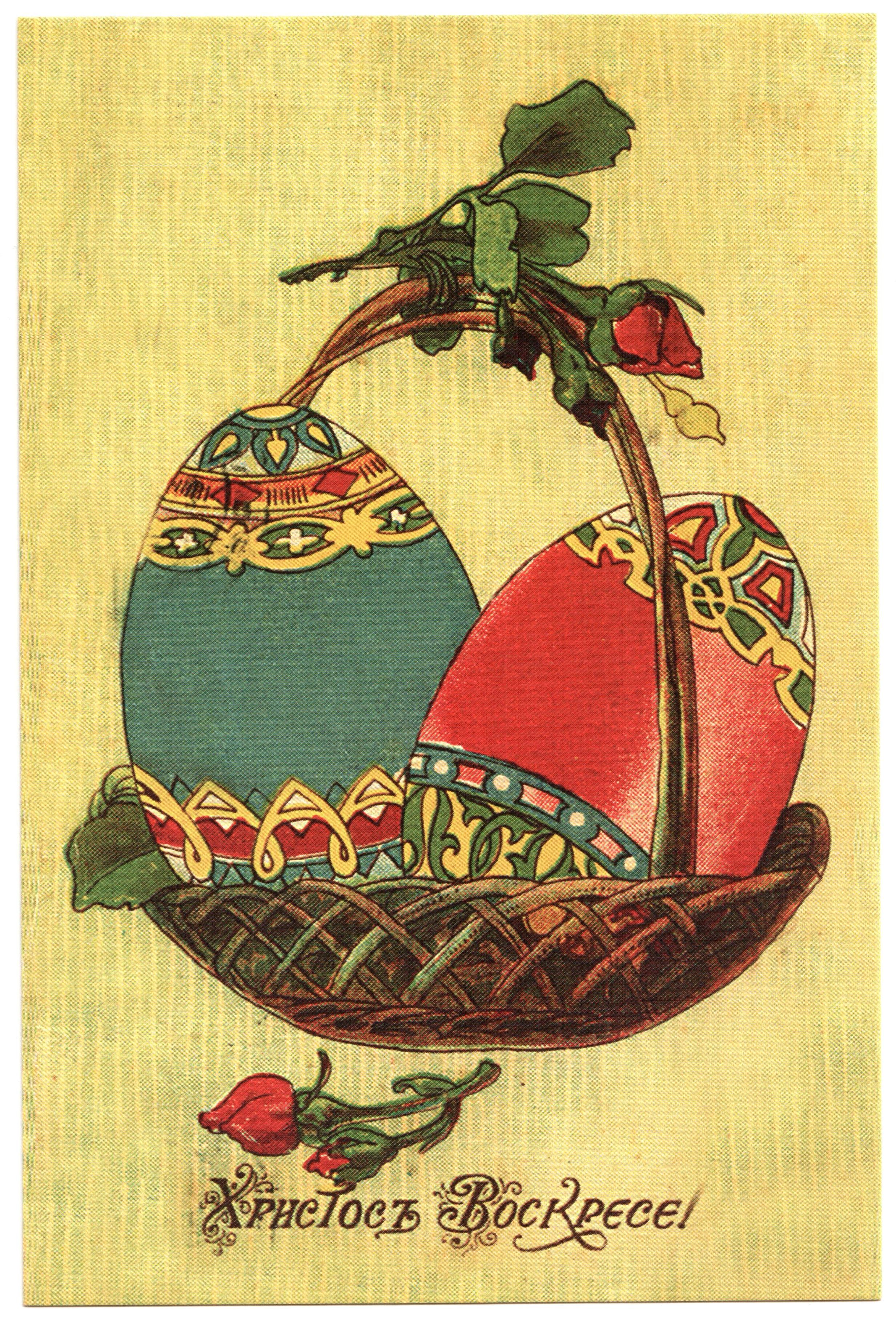
Пасхальная открытка с рисунком (пасхальных яиц) 1900-х годов

После семинедельного поста наступал праздник Пасхи. В казачьих станицах мужские объединения собирались на Красную Горку. Проходили кулачные бои, боролись. В местах прилежащих к кладбищам, как это было в станице Верхне-Кундрюченской, или на кургане как это было в хуторе Вислом, Семикаракорского района борьба на Красную Горку имеет под собой те же основания, что и борьба на Святки.
К празднику Пасхи готовились заранее: убирали двор, тщательно мыли и украшали дом, на окна вешали белые накрахмаленные занавески, комоды покрывались вязанными белыми скатертями, расстилались чистые праздничные половики. Если в пост в интерьере дома преобладали тёмные или даже где-то мрачные тона, то на кануне Пасхи дом преображался, блистая белизной.
На Страстной неделе «чистый четверг» являлся важным предпасхальным днём. В этот день совершалось множество ритуалов, призванных обеспечивать благополучие на весь предстоящий год. В «чистый четверг» купались, в этот же день пекли пасхи, пироги, красили яйца.
За водой отправлялись к ближайшему источнику — речке, ручью. Считалось, что в пасхальную ночь можно распознать нечистую силу. Если придёшь в церковь в новой одежде, то увидишь колдунов, стоящих спиной к алтарю. Если принесёшь в церковь специальным образом заговорённый творог или кусочек сыра, то среди прихожан распознаешь ведьм, у которых в этом случае будет заметен небольшой хвостик.
В пасхальном ритуале важное место занимала обрядовая еда, в которую входили пасха, куличи и крашеные яйца.
На Пасху станичники шли поздравить друг друга с праздником. При встречи приветствовали словами: «Христос Воскрес!» «Воистину Воскрес!», после чего трижды целовались, обменивались крашеными пасхами и яйцами.

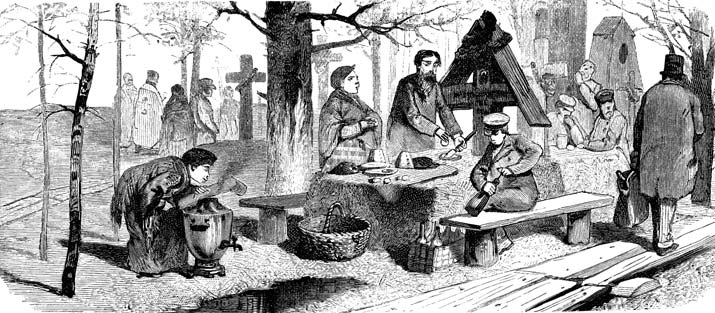
Поминки на Радоницу XIX в.

Первая неделя после Пасхи — Фомина неделя была насыщена значимыми поминальными днями. Понедельник – «навий день», относился к умершим, день проводов покойников. Радуница — второй день, от слова «рад» — радость. Символическое соотнесение праздника мёртвых с Воскресением Христа создавало общий настрой, веру в вечность и неувядание жизни. Радоница была праздником всенародным. Вся деревня выходила на кладбище к могилам своих близких. Женщины на могилах причитали, вспоминали об усопшем.

## Троица

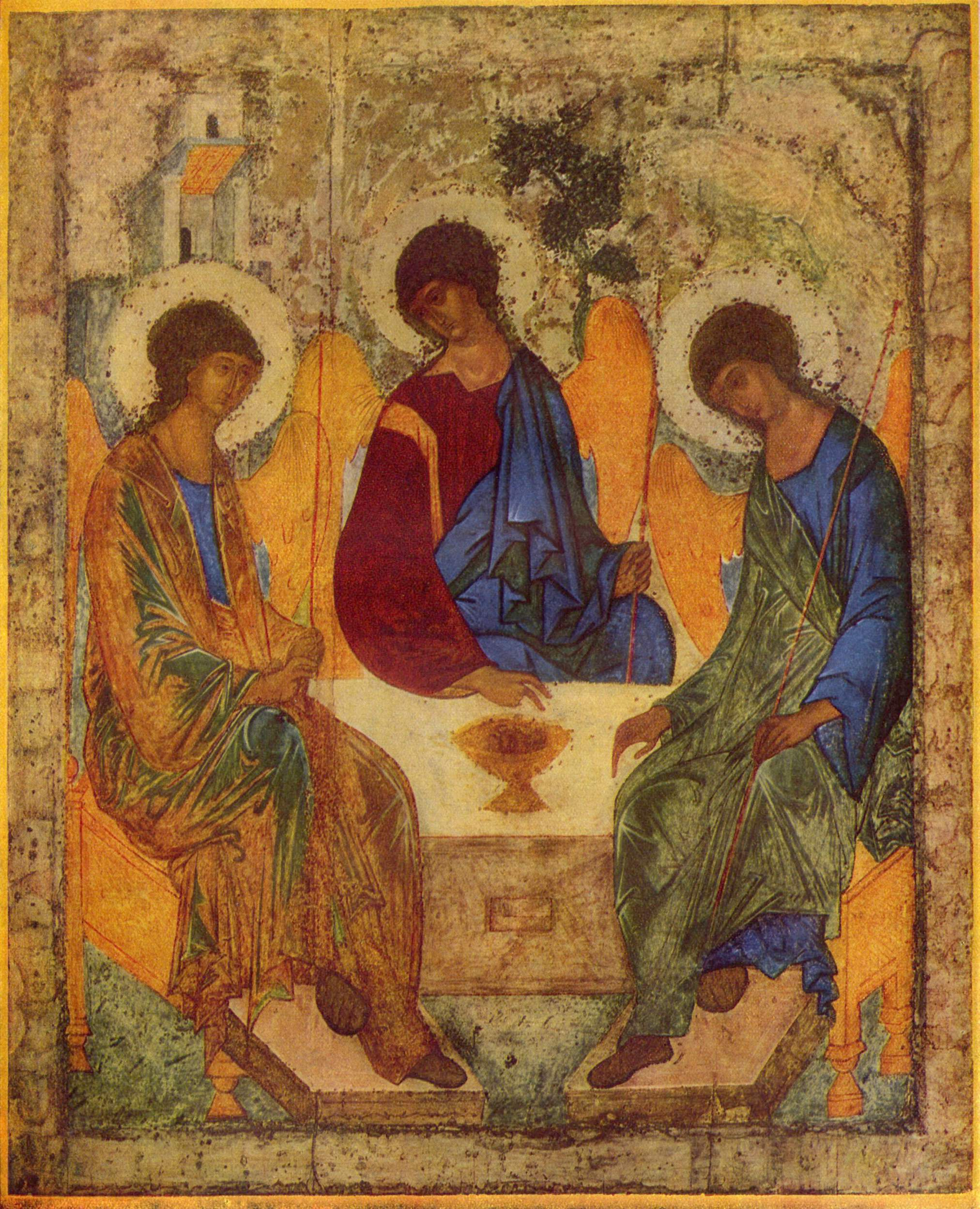
Троица (икона Андрея Рублёва, начало XV века)

На День Святой Троицы (Русальную или Семицкую) неделю, седьмую неделю после Пасхи, накануне Троицы приходится следующий цикл поминания предков. Считалось, что умершие родители ждут не дождутся Троицы. Растительные силы в эту пору выходят из земли, воплощая в себе силы умерших родителей. «В Троицкую субботу, как написано в сборнике решений Стоглавого собора 1551 года — Стоглаве, по сёлам и по погостам сходятся мужи и жены на жальниках и плачутся по гробом с великим причитанием. И егда начнут играти скоморохи, и гудцы и перегудники, они же, от плача переставшее, начнут скакати и плясати и в долони бити и песни сатанинские пети...».
Казаки, на Троицу, как и на Масленицу, устраивали общий сход с шермициями. В станицах проводились традиционные кулачные бои.

## Особенности праздников у донских казаков
В цикле календарных праздников тесно переплетались языческие и христианские воззрения; обряды, связанные с периодом мужских военизированных сообществ и поздние — привносимые на Дон новыми волнами переселенцев. Тесно переплетаясь, эти обычаи и ритуалы отражали народные представления о связи мира людей и природы, живых и умерших, выполняли функции объединения казачьего сообщества.
Календарные праздники донских казаков имеют много особенностей, поскольку в XVIII—XIX веках казак оставался профессиональным воином и пахарем-земледельцем. Практически в каждом календарном празднике на Дону главная организующая роль отводилась мужским группам. Значимой в казачьей традиции была и роль православной церкви. Православные священники принимали участие в масленичных панихидах на старых городках («царских праздниках»), в обрядах моления о дожде, в проводах и встречах казаков со службы. Обходы дворов священниками осуществлялись на Рождество, Крещение и Пасху.
Со временем христианские традиции на Дону всё более вытесняли языческие, возвышая понятие праздника.
Календарные праздничные обряды представлены в донском казачьем фольклоре зимними песнями обхода дворов и весенними хороводами. На Дону известны почти все формы хороводов: игры, хороводы-шествия (в Великий пост), танки по улице и на месте, «карагоды» или «курагоды» с «припляской». Они приурочены к вечеринкам на зимних святках, к масленице, пасхальной неделе и «Красной горке», Троице. Кроме того, для казаков все праздники, включая религиозные, сопровождаются военными играми и соревнованиями (рубка лозы, стрельба, джигитовка) или инсценировками военных баталий.